# Clistax
Clistax là chi thực vật có hoa trong họ Acanthaceae.